# Thí nghiệm nhà tù Stanford
Thí nghiệm nhà tù Stanford là một thí nghiệm tâm lý học xã hội, được tiến hành nhằm khảo sát những tác động tâm lý của cảm nhận quyền lực, tập trung vào cuộc đấu tranh giữa tù nhân và quản giáo. Thí nghiệm này diễn ra từ ngày 15 đến 21 tháng 8 năm 1971 tại Đại học Stanford. Những người tham gia nghiên cứu gồm có giáo sư tâm lý học Philip Zimbardo, nhóm nghiên cứu của ông và 24 nam sinh viên đại học. Các tình nguyện viên được chỉ định ngẫu nhiên làm "quản giáo" hoặc "tù nhân" trong một nhà tù giả lập thông qua việc tung đồng xu, với Zimbardo là giám thị. Dù theo kế hoạch thí nghiệm sẽ diễn ra trong hai tuần, nhưng một số tù nhân đã được rời đi giữa chừng, và toàn bộ thí nghiệm đã buộc phải kết thúc sau sáu ngày. Các báo cáo kết quả thí nghiệm ban đầu ghi lại rằng các sinh viên nhanh chóng chấp nhận vai trò của họ. Các quản giáo đã thi hành những biện pháp độc đoán và cuối cùng tra tấn tâm lý một số tù nhân; sau đó, nhiều tù nhân đã chấp nhận bị lạm dụng tâm lý một cách thụ động và quấy rối các tù nhân phản đối theo lệnh quản giáo. Thí nghiệm này đã được ghi lại trong nhiều cuốn sách giáo khoa tâm lý học xã hội nhập môn, dù một số người đã bỏ nó đi vì phương pháp luận của nó bị nghi ngờ.

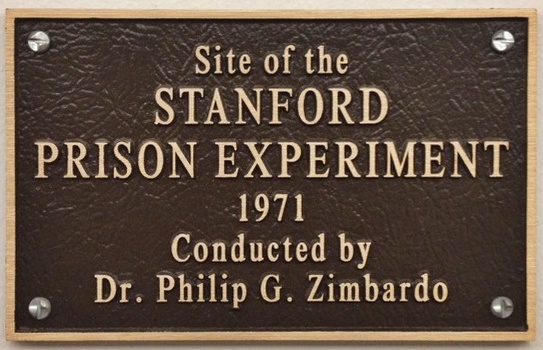
Biển lưu niệm tại địa điểm thí nghiệm nhà tù Stanford
(Nơi diễn ra
THÍ NGHIỆM NHÀ TÙ STANFORD
Tiến hành bởi
Tiến sĩ Philip G. Zimbardo)

Văn phòng Nghiên cứu Hải quân Hoa Kỳ đã tài trợ cho thí nghiệm vì muốn điều tra về nguyên nhân gây ra những vấn đề giữa quản giáo và tù nhân trong Hải quân và Thủy quân lục chiến Hoa Kỳ. Một vài giai đoạn của thí nghiệm đã được quay lại và các đoạn trích cũng được công bố rộng rãi.
Những phát hiện của thí nghiệm đã đặt ra nhiều nghi vấn, và bản thân thí nghiệm đã bị chỉ trích vì phương pháp luận thiếu khoa học. Dù Zimbardo giải thích rằng thí nghiệm cho thấy các quản giáo tự hứng thú chấp nhận theo bản năng những hành vi tàn bạo và độc đoán, bản thân ông đã thực sự hướng dẫn họ cách kiểm soát tâm lý tù nhân. Những người chỉ trích cũng lưu ý rằng một số tình nguyện viên đã hành xử theo hướng có ích cho nghiên cứu, để "cho nhóm nghiên cứu có gì đó mà làm" (theo lời một quản giáo). Điều này được gọi là tính cách theo nhu cầu. Thí nghiệm đã được tái lập bởi các nhà nghiên cứu khác, nhưng không có biến thể nào dẫn đến cùng kết quả như thí nghiệm ở Stanford.

## Mục tiêu của Zimbardo
Trang web chính thức (được lưu trữ) của Thí nghiệm nhà tù Stanford đã mô tả mục tiêu chính như sau:
Chúng tôi muốn thấy những tác động tâm lý của việc trở thành một tù nhân hoặc quản giáo. Vì vậy, chúng tôi đã quyết định thiết lập một nhà tù mô phỏng và sau đó ghi chép cẩn thận những tác động của thể chế này đối với hành vi của tất cả mọi đối tượng trong phạm vi của nó.
Một bài báo từ Stanford News Service năm 1997 mô tả chi tiết hơn:
| “                                                                     | Lý do chính khiến Zimbardo tiến hành cuộc thí nghiệm là vì muốn tập trung vào sức mạnh của các vai trò, quy tắc, biểu tượng, nhận dạng nhóm và xác thực tình huống của những hành vi khiến người thường phải ghê sợ. "Trong vài năm, tôi đã tiến hành nghiên cứu về phi cá nhân hóa, phi nhân hoá và phá hoại, nhằm chứng minh rằng một người bình thường rất dễ thực hiện những hành vi phản xã hội nếu người đó đang ở trong tình trạng ẩn danh, hoặc có thể cảm nhận những người khác bằng cách đưa họ vào vị trí thấp hèn, như kẻ thù hay công cụ." | ” |
| — Zimbardo phát biểu tại hội nghị chuyên đề Toronto, mùa hè năm 1996. | |   |

## Phương pháp thí nghiệm
Các nam sinh viên đã được tuyển chọn kỹ càng và được thông báo rằng họ sẽ tham gia vào một nhà tù giả lập trong vòng hai tuần. Nhóm nghiên cứu đã chọn ra 24 ứng viên có kết quả kiểm tra ổn định và khỏe mạnh nhất về mặt tâm lý. Những người tham gia này chủ yếu là người da trắng, thuộc tầng lớp trung lưu, không có tiền án tiền sự, lịch sử bạo lực, sử dụng chất gây nghiện, yếu tâm lý hay có bệnh tật gì. Tất cả đều đồng ý tham gia trong khoảng thời gian từ 7 đến 14 ngày và được nhận 15 đô mỗi ngày (tương đương $108 năm 2022).
Thí nghiệm được tiến hành trong một đoạn hầm dài 35 foot (10,5 m) phía dưới Jordan Hall, tòa nhà tâm lý học của trường Stanford. Nhà tù có hai bức được xây dựng, một ở lối vào, và một ở vách xà lim để ngăn chặn quan sát. Mỗi phòng giam (6 × 9 foot / 1,8 × 2,7 m) cho tù nhân chỉ chứa duy nhất một cái giường gấp. Các tù nhân bị giam 24 giờ/ngày, còn các quản giáo được ở một nơi hoàn toàn tách biệt với họ, đồng thời được bố trí khu vực nghỉ ngơi, thư giãn và nhiều tiện nghi khác.
Một nửa trong số 24 người tham gia được chỉ định vào vai tù nhân (9 người và 3 đối tượng thay thế) và nửa còn lại vào vai quản giáo (cũng là 9 người cùng 3 đối tượng thay thế). Zimbardo đảm nhận vai trò giám thị và một trợ lý nghiên cứu bậc đại học đóng vai trưởng cai ngục. Zimbardo đã thiết kế thí nghiệm này nhằm gây ra sự mất phương hướng, phi nhân tính hóa và phi cá nhân hoá ở những người tham gia.
Các nhà nghiên cứu đã tổ chức một buổi định hướng cho các quản giáo một ngày trước khi tiến hành thí nghiệm. Họ được yêu cầu không làm hại các tù nhân về thể chất hay biển thủ thức ăn hoặc đồ uống. Trong đoạn phim ghi lại cuộc nghiên cứu, Zimbardo nói với các cai ngục: "Các bạn có thể gây ra giữa các tù nhân cảm giác buồn chán hay sợ hãi ở một mức độ nào đó, hoặc tạo ra ý niệm rằng cuộc sống của họ hoàn toàn do chúng ta kiểm soát - bởi hệ thống, bạn và tôi - rằng họ sẽ không có quyền riêng tư... Chúng ta sẽ lấy đi tính cá nhân của họ theo nhiều cách khác nhau. Nói chung, tất cả kế hoạch là gây ra cảm giác bất lực. Có nghĩa là, trong thí nghiệm, chúng ta sẽ có mọi quyền, còn họ chẳng có gì cả."
Nhóm nghiên cứu đã cho các quản giáo sử dụng dùi cui gỗ nhằm thể hiện vai trò, trang phục quản giáo thực thụ (áo sơ mi và quần kaki từ một cửa hàng đồ dư thừa của quân đội gần đó) và kính râm tráng gương để tránh giao tiếp bằng mắt. Ngược lại, các tù nhân phải mặc những chiếc áo khoác ngoài không thoải mái, không vừa vặn kèm mũ len và bị đeo xích vào một mắt cá chân. Nhóm quản giáo được yêu cầu gọi tù nhân bằng số in trên áo thay cho tên thật.
Các tù nhân đã bị "bắt" tại nhà họ, với "tội danh" cướp có vũ khí. Sở cảnh sát địa phương Palo Alto đã hỗ trợ Zimbardo thực hiện các vụ bắt giữ và tiến hành các thủ tục liên quan đầy đủ cho nhóm tù nhân, gồm lấy dấu vân tay và chụp ảnh. Các tù nhân được đưa đến nhà tù giả từ đồn cảnh sát, nơi họ bị lột đồ để khám xét và cung cấp danh tính mới.
Các phòng giam giả nhỏ được thiết lập để giam ba tù nhân mỗi phòng. Dưới hầm, có một hành lang nhỏ được sử dụng làm sân tù, một tủ biệt giam, và một phòng lớn hơn đối diện với các tù nhân dành cho các quản giáo và trưởng cai ngục. Các tù nhân phải ở trong phòng hoặc sân cả ngày lẫn đêm cho đến khi nghiên cứu kết thúc. Nhóm quản giáo được chia thành các nhóm ba người, trực theo các ca tám giờ. Họ được yêu cầu rời khỏi chỗ trực ngay khi hết ca.
Nhóm quản giáo có những phản ứng khác nhau với vai trò mới của họ. Một quản giáo ("quản giáo lăng mạ nhiều nhất" -  Tạp chí Stanford mô tả) đã cảm thấy rằng những hành vi hung hăng của mình giúp nhóm thí nghiệm có được điều họ muốn. Một quản giáo khác, vốn muốn được chọn làm tù nhân, nhớ lại: "Tôi có mang theo vài điếu cần sa và ngày nào cũng muốn đưa chúng cho nhóm tù nhân. Qua biểu cảm, tôi thấy họ rất chán nản, và cảm thấy tội nghiệp họ".  "Trưởng cai ngục" David Jaffe đã can thiệp nhằm thay đổi hành vi của quản giáo này, khuyến khích anh ta "tham gia" nhiều hơn, và trở nên "khó tính" hơn.

## Kết quả
Trong ngày đầu tiên, thí nghiệm diễn ra khá bình thường, cả quản giáo và tù nhân đều không thực sự nghiêm túc. Sáng ngày thứ hai, các tù nhân ở Phòng giam 1 dùng giường chặn cửa buồng và cởi mũ, không chịu ra ngoài và tuân thủ các mệnh lệnh của quản giáo. Các quản giáo khác tình nguyện làm thêm giờ nhằm hỗ trợ khuất phục cuộc nổi loạn, và tấn công các tù nhân bằng bình cứu hoả mà không có sự giám sát của các thành viên nhóm nghiên cứu. Những quản giáo này sau đó lột trần những người nổi loạn, đưa giường của họ ra ngoài và lăng nhục họ. Nhận thấy rằng ba quản giáo mỗi ca khó kiểm soát được chín tù nhân, một người trong nhóm quản giáo đã đề nghị sử dụng chiến thuật tâm lý: thiết lập một "phòng giam đặc quyền". Những tù nhân "ngoan ngoãn" sẽ được mặc quần áo và ngủ trên giường, cũng như khẩu phần tốt hơn, bàn chải và kem đánh răng. Các tù nhân được đặc cách đã từ chối vì tôn trọng bạn tù.
Sau 35 giờ, một tù nhân bắt đầu "phát điên". Zimbardo kể lại: "Sau đó, #8612 như phát điên lên, la hét, chửi bới, giận dữ đến mức mất kiểm soát. Phải mất khá nhiều thời gian, chúng tôi mới tin rằng cậu ấy thực sự đau khổ đến mức chúng tôi phải thả cậu ấy ra."
Các quản giáo bắt tù nhân nhắc lại số tù của họ để củng cố ý niệm rằng đây là danh tính mới, sau đó sử dụng chúng để quấy rối các tù nhân, ví dụ như bắt tù nhân chống đẩy nếu đọc sai số. Điều kiện vệ sinh vốn đã suy giảm nhanh chóng lại càng trở nên trầm trọng hơn khi các quản giáo chỉ cho phép một số tù nhân đi tiểu hoặc đại tiện trong một cái xô đặt trong phòng giam của họ. Nhằm trừng phạt, các quản giáo cũng không cho phép những người này dọn sạch xô. Trong tù, nệm là một vật quý, vì vậy một hình phạt khác đã được đưa ra: tịch thu nệm, khiến các tù nhân phải ngủ trên sàn bê tông. Ngoài ra, một số tù nhân cũng bị lột trần nhằm hạ nhục. Vài quản giáo mỗi lúc một trở nên tàn nhẫn hơn: nhóm thí nghiệm ghi chép lại rằng khoảng một phần ba số quản giáo thực sự có khuynh hướng bạo dâm. Hầu hết các quản giáo đều tỏ ra khó chịu khi cuộc thử nghiệm bị ngưng lại chỉ sau sáu ngày.
Zimbardo cũng đã đề cập đến việc chính ông bị cuốn vào thí nghiệm. Trong ngày thứ tư, một số quản giáo nói rằng họ nghe được một tin đồn rằng tù nhân được thả sẽ trở về với bạn bè và giải thoát cho những tù nhân còn lại, nên ông và các quản giáo đã tháo rời nhà tù, rồi chuyển nó lên một tầng khác của tòa nhà. Sau đó ông ngồi dưới hầm chờ người tù được thả kia, định nói rằng thí nghiệm đã kết thúc nếu anh ta quay lại. Vậy nhưng người tù được thả đã không bao giờ trở lại, và nhà tù được xây dựng lại dưới tầng hầm.
Zimbardo lập luận rằng các tù nhân đã nội tâm hóa vai trò của họ, vì một số người đã tuyên bố rằng sẽ chấp nhận "đặc xá" ngay cả khi không còn được trả lương. Thực tế là, họ có thể rời đi mà không phải chờ đợi thêm để đợi chấp thuận hoặc từ chối như khi yêu cầu đặc xá. Ông cũng nói rằng dù không nhận được tiền, và do đó không còn lý do gì để tiếp tục tham gia thử nghiệm, nhưng họ vẫn làm vậy, bởi vì họ đã nội tâm hóa danh tính tù nhân.
Tù nhân số 416, một tù nhân dự trữ mới được nhận vào, bày tỏ lo lắng về cách hành xử các tù nhân khác. Các lính canh phản ứng với nhiều lạm dụng hơn. Khi anh từ chối ăn xúc xích trong khẩu phần vì đang tuyệt thực, quản giáo đã giam anh vào "phòng biệt giam" - một tủ khóa đóng kín: "sau đó các quản giáo đã ra lệnh cho những tù nhân khác liên tục đấm vào cửa và mắng chửi 416". Các quản giáo cũng nói rằng anh sẽ chỉ được thả ra khỏi phòng biệt giam khi có tù nhân khác chỉ ngủ trên đệm mà không dùng chăn. Chỉ có một tù nhân duy nhất chấp nhận điều này.
Zimbardo đã hủy bỏ thí nghiệm sớm khi Christina Maslach, một sinh viên cao học ngành tâm lý học, bạn gái ông khi đó (sau này là vợ ông), phản đối các điều kiện của nhà tù khi cô nghe miêu tả thí nghiệm để tiến hành phỏng vấn. Zimbardo lưu ý rằng, trong số hơn 50 người đã quan sát thí nghiệm, Maslach là người duy nhất nghi ngờ tính đạo đức của nó. Chỉ sau sáu ngày, thí nghiệm đã bị ngừng.

## Kết luận
Vào ngày 20 tháng 8 năm 1971, Zimbardo thông báo với những người tham gia rằng thí nghiệm đã kết thúc.
Theo lời giải thích của Zimbardo, Thí nghiệm nhà tù Stanford đã chứng minh rằng chính nhà tù giả lập, chứ không phải những đặc điểm tính cách cá nhân, đã gây ra hành vi của những người tham gia. Do sự quy kết này, các kết quả của Thí nghiệm nhà tù Stanford tương đồng với kết quả của thí nghiệm Milgram. Trong thí nghiệm Milgram, những đối tượng tham gia ngẫu nhiên đã phục tùng mệnh lệnh thực hiện các cú sốc điện có vẻ nguy hiểm và có thể gây chết người cho một đối tượng khác (một diễn viên).
Thí nghiệm cũng đã được sử dụng để minh họa thuyết bất hoà nhận thức và sức mạnh của quyền hành.
Hành vi của những người tham gia có thể đã bị định hình vì họ biết rằng có những người theo dõi họ (hiệu ứng Hawthorne). Những quản giáo không những không tự kiềm chế vì sợ nhóm thí nghiệm theo dõi, mà còn hành xử hung hăng hơn là khi không có những người giám sát.
Trước thí nghiệm, Zimbardo đã hướng dẫn các quản giáo không tôn trọng các tù nhân theo nhiều cách khác nhau. Chẳng hạn, họ phải gọi các tù nhân bằng số tù thay cho tên thật. Theo Zimbardo, điều này nhằm mục đích giảm bớt tính cá nhân của các tù nhân. Vì không có quyền gì, những tù nhân đã hiểu ra mình chẳng có ảnh hưởng gì với những điều sẽ xảy đến, từ đó ngừng nổi loạn, chấp nhận đầu hàng (bất lực tập nhiễm), và chấp nhận vai trò ít quan trọng của mình khi nhận ra các quản giáo là những người có thứ bậc cao hơn.
Nghiên cứu này có một kết quả tích cực: thay đổi cách điều hành các nhà tù ở Mỹ. Ví dụ, những trẻ vị thành niên bị buộc tội liên bang không còn bị giam chung với các tù nhân trưởng thành trước khi xét xử, do nguy cơ bạo lực.
Ngay sau khi nghiên cứu hoàn thành, ở nhà tù San Quentin và Attica đã có những cuộc nổi loạn đẫm máu. Zimbardo đã báo cáo những phát hiện của mình trong thí nghiệm cho Ủy ban Tư pháp Hạ viện Hoa Kỳ.

## Chỉ trích và đáp trả
Đã có nhiều tranh cãi về cả tính đạo đức và tính nghiêm ngặt khoa học của Thí nghiệm nhà tù Stanford kể từ khi mới tiến hành, và nó chưa bao giờ được tái hiện thành công. Trong Histoire d'un mensonge ("Câu chuyện về một lời nói dối" - 2018), nhà làm phim và học giả người Pháp Thibault Le Texier đã viết rằng thí nghiệm này không thực sự là một thí nghiệm, và rằng chẳng có kết quả thực sự nào để bàn luận cả. Đáp lại những lời chỉ trích về phương pháp luận của mình, Zimbardo đã đồng ý rằng thí nghiệm này giống "minh chứng" hơn là "thí nghiệm" khoa học:
Ngay từ đầu, tôi đã luôn nói rằng đây là một minh chứng. Điều duy nhất khiến nó giống thí nghiệm là sự phân công ngẫu nhiên các tù nhân và quản giáo. Đó là biến số độc lập. Không có nhóm kiểm soát. Cũng không có nhóm đối chứng. Vì vậy, nó không đáp ứng các tiêu chuẩn lý thuyết của một "thí nghiệm". Đây là một minh chứng rất mạnh mẽ cho một hiện tượng tâm lý, và nó có liên quan.
Năm 2018, trả lời những chỉ trích của Le Texier và những người khác, Zimbardo đã viết một bài phản bác chi tiết trên trang web của mình. Trong bản tóm tắt của mình, ông viết:
Do đó, tôi khẳng định rằng không có bất kỳ lời chỉ trích nào đưa ra bất kỳ bằng chứng đáng kể nào làm thay đổi kết luận chính của Thí nghiệm nhà tù Stanford về tầm quan trọng của việc hiểu cách các áp lực từ hệ thống và tình huống ảnh hưởng đến hành vi của cá nhân theo hướng tiêu cực hoặc tích cực, mà thường chúng ta không tự nhận thức được. Thông điệp cốt lõi của thí nghiệm không phải tâm lý giả lập cũng giống như thực tế, hay các tù nhân và quản giáo thường hành xử y như trong thí nghiệm. Thí nghiệm chỉ đóng vai trò như một câu chuyện, cảnh báo về những gì có thể xảy ra với bất kỳ ai trong chúng ta, nếu chúng ta đánh giá thấp những ảnh hưởng lên hành vi mà các vai trò xã hội và sức ép ngoại vi đem lại.
Để trả lời, Le Texier đã xuất bản một bài báo được bình duyệt, gồm video, bản ghi âm và ghi chú trong thí nghiệm từ Phòng Lưu trữ Đại học Stanford để lập luận rằng: "Các quản giáo biết trước thí nghiệm được định sẵn sẽ gây ra điều gì... và đã không phản ứng tự nhiên với môi trường xã hội đầy vấn đề này. Họ được hướng dẫn tạo ra nó một cách rõ ràng... nhóm thí nghiệm đã can thiệp trực tiếp vào thí nghiệm, hoặc đưa ra những chỉ dẫn chính xác, để gợi lại mục đích của thí nghiệm, hay định hướng chung... nhằm khiến họ thật sự tận tâm vào vai trò của mình, Zimbardo đã định làm cho nhóm quản giáo tin rằng họ là trợ lý nghiên cứu của ông." Kể từ khi ấn phẩm bằng tiếng Anh này được xuất bản, cuộc tranh luận lại nóng lên trên các phương tiện truyền thông ở Hoa Kỳ.

### Đối xử với "tù nhân"
Một số hành vi của quản giáo bị cáo buộc đã gây ra những tình huống nguy hiểm và tổn hại tâm lý. Theo Zimbardo, một phần ba số cai ngục được đánh giá là có "khuynh hướng bạo dâm thực sự". Nhiều tù nhân cũng bị tổn thương tinh thần, và ba trong số họ đã phải sớm rời thí nghiệm. Zimbardo kết luận rằng cả tù nhân và quản giáo đã nhập tâm sâu sắc vào vai trò của họ và nhận ra rằng chính ông cũng đã nhập tâm như vậy với vai trò giám thị, do đó đã chấm dứt thí nghiệm.
Những lo ngại về đạo đức xung quanh thí nghiệm thường được so sánh với thí nghiệm gây tranh cãi tương tự của Stanley Milgram. Milgram tiến hành thí nghiệm này vào năm 1961 tại Đại học Yale, nhằm nghiên cứu về sự phục tùng.
Qua những hành xử tồi tệ với nhóm tù nhân, các quản giáo sẽ trở nên nhập tâm sâu sắc vào vai trò của họ đến mức sẵn sàng làm nhục các tù nhân về cảm xúc, thể chất và tinh thần:
"Từng tù nhân lần lượt bị khám xét và lột trần. Sau đó, họ bị khử bọ bằng bình xịt, nhằm cho thấy niềm tin của chúng tôi rằng có thể có vi trùng hoặc chấy rận [...] Các tù nhân nam thực thụ không mặc váy, nhưng có cảm thấy bị sỉ nhục và buồn bực. Mục tiêu của chúng tôi là nhanh chóng tạo ra những hiệu ứng như vậy bằng cách bắt họ mặc váy mà không có đồ lót. Thật vậy, ngay sau khi bị bắt mặc những bộ đồng phục này, các tù nhân của chúng tôi bắt đầu đi và ngồi khác, hành xử cũng khác - giống phụ nữ hơn là đàn ông."
Những quản giáo đã thực hiện vai trò của họ một cách nghiêm túc khi Zimbardo chỉ định, còn các tù nhân bị tước bỏ danh tính của họ ở thế giới bên ngoài, cấp mã định danh và chỉ được gọi bằng số này thay cho tên. Tờ báo thuật lại lời của một tù nhân cho thấy điều này có hiệu quả: "Tôi bắt đầu cảm thấy dần đánh mất danh tính của mình."

### Dựa vào bằng chứng tự sự
Vì bản chất của thí nghiệm, Zimbardo nhận thấy không thể giữ nguyên các biện pháp kiểm soát khoa học truyền thống. Ông không thể tiếp tục là một quan sát viên trung lập, vì ông đã ảnh hưởng đến thí nghiệm với tư cách là giám thị nhà tù. Các kết luận và quan sát được rút ra bởi nhóm thí nghiệm phần lớn là chủ quan và mang tính tự sự, và bản thân thí nghiệm không thể được tái tạo chính xác bởi các nhóm nghiên cứu khác. Erich Fromm tuyên bố đã nhìn thấy những nét khái quát trong kết quả thí nghiệm và lập luận rằng tính cách của một cá nhân đã có ảnh hưởng đến hành vi khi bị giam cầm. Điều này trái ngược với kết luận của nghiên cứu rằng bản thân hoàn cảnh nhà tù kiểm soát hành vi của cá nhân. Fromm cũng lập luận rằng không thể xác định mức độ bạo dâm ở những đối tượng "bình thường" bằng các phương pháp được dùng để phân bậc họ.

### Huấn luyện quản giáo
Trong một bài báo năm 2005 cho Nhật báo Stanford, Carlo Prescott, cựu tư vấn viên nhà tù của Zimbardo trong quá trình thí nghiệm (nhờ kinh nghiệm ngồi tù 17 năm ở San Quentin vì tội cố sát), đã lên tiếng công khai phản đối thí nghiệm này, sau khi đọc được Zimbardo và cộng sự đã sử dụng thí nghiệm theo nhiều cách khác nhau để giải thích những hành động tàn bạo đã diễn ra trong các nhà tù thực sự. Trong bài báo "Lời nói dối của Thí nghiệm nhà tù Stanford", Prescott đã viết:
[...] những chuyện như đặt túi trên đầu tù nhân, hay trói tù nhân với nhau bằng dây xích và dùng xô thay cho nhà vệ sinh trong phòng giam đều là kinh nghiệm của tôi tại khu "Tù Tây Ban Nha" cũ ở San Quentin và tôi đã chia sẻ một cách nghiêm túc với nhóm tư vấn cho Thí nghiệm nhà tù Stanford vài tháng trước khi tiến hành thí nghiệm. Cáo buộc rằng tất cả những "quản giáo" da trắng, thuộc tầng lớp thượng lưu hoăc trung lưu, ổn định về tâm lý, được kiểm tra kỹ lưỡng này lại tự mình nghĩ ra hết những ý tưởng đó thì thật ngớ ngẩn. Làm sao mà Zimbardo và, theo ủy quyền, Maverick Entertainment lại có thể bày tỏ sự kinh hoàng trước hành vi của nhóm "quản giáo" dù họ chỉ đơn thuần làm những gì Zimbardo và những người khác, gồm cả tôi, khuyến khích họ làm ngay từ đầu hoặc thiết lập rõ ràng như những quy tắc cơ bản?
Cũng như Zimbardo, Prescott đã phát biểu trước Quốc hội về cải cách nhà tù.
(Zimbardo, trong bài phản hồi năm 2018, đã viết rằng dù Prescott đã thêm tên ông vào bài báo, nhưng trên thực tế nó được viết bởi nhà văn/nhà sản xuất Hollywood Michael Lazarou, người đã cố gắng (và không thành công) xin quyền làm phim cho câu chuyện Thí nghiệm nhà tù Stanford, và khi bị từ chối liền bắt đầu công khai chỉ trích.)
Năm 2018, các đoạn ghi âm số hóa có sẵn trên trang web chính thức của thí nghiệm đã được thảo luận rộng rãi, đặc biệt là đoạn ghi âm ghi lại lời "trưởng cai ngục" David Jaffe nói khi cố gắng tác động đến hành vi của một quản giáo bằng cách khuyến khích anh ta "tham gia" nhiều hơn, và trở nên "khó tính" hơn vì lợi ích của thí nghiệm. Trong bài phản hồi năm 2018, Zimbardo viết rằng họ đã hướng dẫn các cai ngục "nhẹ hơn so với áp lực mà các quản giáo và cấp trên thực thụ gây ra trong nhà tù và môi trường quân sự ngoài đời thực, nơi những quản giáo không tuân thủ có thể phải đối mặt với các hình phạt kỷ luật, cách chức hoặc sa thải."

### Yêu cầu ngầm của Zimbardo
Năm 2013, nghiên cứu đã bị chỉ trích về các tính cách theo yêu cầu bởi nhà tâm lý học Peter Gray. Ông cho rằng những đối tượng tham gia thí nghiệm tâm lý có xu hướng làm những gì họ tin rằng các nhà nghiên cứu muốn họ làm, cụ thể là trong trường hợp thí nghiệm trong nhà tù Stanford: "hành xử theo khuôn mẫu những điều mà tù nhân và quản giáo sẽ làm". Gray cũng tuyên bố rằng ông sẽ không đưa thí nghiệm vào cuốn sổ tay nhập môn của ông - Tâm lý học - vì ông cho rằng nó thiếu tính nghiêm ngặt của khoa học.

"John Wayne" (Dave Eshelman ngoài đời thực), một quản giáo trong cuộc thử nghiệm, nói rằng anh đã khiến mâu thuẫn giữa quản giáo và tù nhân leo thang khi bắt đầu làm theo một nhân vật trong bộ phim Cool Hand Luke năm 1967. Anh hành động mạnh tay hơn nữa vì được đặt biệt danh là "John Wayne", dù đã cố gắng bắt chước diễn viên Strother Martin, người đóng vai Đại uý nhà tù tàn bạo trong phim. Anh kể lại:
Những điều ảnh hưởng đến tôi không phải là tai nạn. Chúng đã có trong kế hoạch. Tôi đặt ra một kế hoạch rõ ràng trong đầu, cố gắng ép mình hành động, ép điều gì đó xảy ra, cho các nhà nghiên cứu có gì đó mà làm. Họ nghĩ ra được gì từ một đám người ngồi xung quanh như câu lạc bộ đồng quê chứ? Vì vậy, tôi đã tạo ra nhân cách này một cách có ý thức. Tôi đã tham gia đủ kiểu diễn kịch hồi học trung học và đại học. Đó là điều mà tôi đã quá quen: đeo một tính cách khác khi bước ra sân khấu. Tôi tự tiến hành một thí nghiệm trong đầu mình, bằng cách tự hỏi: "Mình có thể đẩy thí nghiệm này xa đến mức nào? Và những người này sẽ bị lạm dụng bao nhiêu trước khi nói 'thôi ngay đi'?" Nhưng những quản giáo khác không ngăn cản tôi. Dường như họ cũng tham gia vào. Họ cạnh tranh với tôi. Không hề có người nào nói: "Tôi nghĩ chúng ta không nên làm vậy đâu."
Trong bài phản bác năm 2018, Zimbardo viết rằng hành động của Eshelman đã "vượt xa khỏi vai trò một quản giáo khó tính", và về những gì anh cùng các quản giáo khác đã làm: "sự tương đồng ấn tượng của họ với các hành động tàn bạo trong nhà tù thực sự", "cho chúng tôi thấy điều gì đó quan trọng về bản chất con người".

### Báo cáo và giải thích kết quả
Hai sinh viên thuộc nhóm tù nhân đã rời khỏi thí nghiệm trước khi nó kết thúc vào ngày thứ sáu. Douglas Korpi là người đầu tiên rời đi, sau 36 giờ; anh có vẻ như bị suy sụp tinh thần, hét lên rằng "Chúa ơi, trong đầu tôi như có lửa!" và "Tôi không thể chịu đựng thêm đêm nào nữa! Tôi không thể chịu được nữa! " Sự bùng nổ của anh ấy đã được chụp lại, và theo cách nói của một nhà bình luận, đã trở thành "khoảnh khắc định nghĩa" cuộc nghiên cứu. Trong một cuộc phỏng vấn năm 2017, Korpi nói rằng sự suy sụp đó là giả và anh làm vậy chỉ để có thể rời đi và trở lại với việc học. (Ban đầu anh nghĩ rằng anh ấy có thể học trong khi bị giam, nhưng các quản giáo không cho phép.) Zimbardo sau đó tuyên bố rằng những người tham gia chỉ phải nói "tôi không tham gia nữa" để rời đi, nhưng bản ghi cuộc trò chuyện giữa Zimbardo và nhân viên của ông lại cho thấy ông đã nói rằng "Bạn chỉ có thể rời đi khi cần trợ giúp về y tế hoặc tâm thần." Trong cuộc phỏng vấn năm 2017, Korpi bày tỏ sự hối tiếc rằng khi đó anh đã không kiện tội bắt giữ trái pháp luật.
Trong bài phản bác năm 2018, Zimbardo lưu ý rằng mô tả của Korpi về hành động của mình đã thay đổi vài lần trước cuộc phỏng vấn năm 2017, và trong bộ phim tài liệu năm 1992 của ông, Quiet Rage, Korpi đã nói rằng thí nghiệm "là trải nghiệm khó chịu nhất trong cuộc đời anh ta".

### Nhóm nhỏ và không có tính đại diện
Các nhà phê bình cho rằng kích thước mẫu quá nhỏ để ngoại suy, và việc tất cả các đối tượng thí nghiệm đều là nam sinh Hoa Kỳ đã làm giảm mạnh tính hiệu lực của thí nghiệm. Nói cách khác, việc lặp lại thí nghiệm với nhóm đối tượng đa dạng (có các mục tiêu và quan điểm khác nhau trong cuộc sống) sẽ dẫn đến những kết quả hoàn toàn khác.
Các nhà nghiên cứu từ Đại học Tây Kentucky lập luận rằng thiên vị trong lựa chọn đã đóng một vai trò nào đó trong kết quả. Họ đã tuyển dụng sinh viên cho một nghiên cứu bằng cách sử dụng một mẩu quảng cáo tương tự như mẩu quảng cáo được sử dụng trong Thí nghiệm nhà tù Stanford, với một số có từ "một nghiên cứu tâm lý học" (nhóm đối chứng) và số khác có "cuộc sống trong tù" như mẩu quảng cáo được dùng trong thí nghiệm của Zimbardo. Người ta nhận thấy rằng những sinh viên trả lời quảng cáo có cụm "cuộc sống trong tù" có các đặc điểm như thống trị xã hội, hung hăng, độc đoán... lớn hơn, và cũng thấp hơn về các đặc điểm như đồng cảm hay vị tha so với nhóm đối chứng.

## Những vấn đề về đạo đức
Nhiều người cho rằng thử nghiệm này có vấn đề về đạo đức, và mối lo ngại nghiêm trọng nhất là nó vẫn được tiếp tục ngay cả khi những người tham gia bày tỏ mong muốn được rời đi. Dù thực tế là những người tham gia đã được thông báo rằng họ có quyền rời đi bất cứ lúc nào, Zimbardo đã không cho phép.
Kể từ khi Thí nghiệm nhà tù Stanford diễn ra, các tiêu chuẩn về tính đạo đức đã được đưa ra cho các thí nghiệm liên quan đến đối tượng là con người. Thí nghiệm đã khiến các quy tắc chống gây hại cho đối tượng được phát hành và áp dụng. Trước khi áp dụng, các nghiên cứu về con người hiện phải được hội đồng đánh giá thể chế (Hoa Kỳ) hoặc ủy ban đạo đức (Vương quốc Anh) xem xét và xác định là phù hợp với các tiêu chuẩn do Hiệp hội Tâm lý học Hoa Kỳ đặt ra. Những tiêu chuẩn này liên quan đến việc xem xét liệu lợi ích tiềm năng đối với khoa học có lớn hơn nguy cơ có thể có đối với tổn hại về thể chất và tâm lý hay không.
Hiện nay, một cuộc phỏng vấn hậu thí nghiệm được coi là cần thiết để đảm bảo rằng những người tham gia không bị thí nghiệm tổn hại theo bất kỳ cách nào. Dù Zimbardo đã tiến hành một số buổi phỏng vấn, nhưng chúng lại diễn ra vài năm sau Thí nghiệm Stanford. Khi đó, các đối tượng đã quên mất nhiều chi tiết. Tuy nhiên, nhiều người tham gia đã nói rằng họ không phải chịu tác động tiêu cực lâu dài nào. Các tiêu chuẩn hiện hành quy định rằng quá trình phỏng vấn phải diễn ra càng sớm càng tốt để đánh giá xem các tác hại về mặt tâm lý, nếu có, đã ảnh hưởng thế nào, và hỗ trợ người tham gia phục hồi nếu cần thiết. Nếu có sự chậm trễ không thể tránh khỏi trước phỏng vấn, nhà nghiên cứu có nghĩa vụ thực hiện các bước giảm thiểu tác hại.

## So sánh với Abu Ghraib
Khi các hành vi tra tấn và ngược đãi tù nhân tại nhà tù Abu Ghraib ở Iraq được công khai vào tháng 3 năm 2004, Zimbardo đã chú ý đến các chi tiết của câu chuyện, và bị ấn tượng bởi sự tương đồng với thí nghiệm của chính mình. Ông đã rất thất vọng khi các đại diện chính thức của chính phủ và quân đội quy kết việc tra tấn và lạm dụng trong nhà tù quân sự Mỹ Abu Ghraib cho "một vài cá nhân tồi" thay vì thừa nhận các vấn đề có thể có trong một hệ thống giam giữ quân sự.
Cuối cùng, Zimbardo đã tham gia đội luật sư bào chữa đại diện cho thượng sĩ Ivan "Chip" Frederick, một quản giáo của Abu Ghraib. Ông được toàn quyền truy cập vào mọi báo cáo điều tra và lý lịch, đồng thời được làm chứng với tư cách là nhân chứng chuyên môn trong phiên toà án binh của thượng sĩ Frederick. Tháng 10 năm 2004, Frederick bị kết án tám năm tù.
Zimbardo đã kể lại việc tham gia vào vụ án Frederick trong cuốn sách Hiệu ứng Quỷ Lucifer: Con người trở nên xấu tốt đến thế nào (Random House - 2007), đề cập đến những điểm tương đồng giữa Thí nghiệm nhà tù Stanford của chính ông và những gì đã xảy ra ở Abu Ghraib.

## Các nghiên cứu tương tự

### Nghiên cứu Nhà tù của BBC
Năm 2002, các nhà tâm lý học Alex Haslam và Steve Reicher đã thực hiện Cuộc Nghiên cứu Nhà tù của BBC. Kết quả được công bố năm 2006. Đây là một bán biến thể của Thí nghiệm nhà tù Stanford, được thực hiện với sự hỗ trợ của BBC, bên phát sóng các sự kiện trong nghiên cứu dưới dạng một loạt phim tài liệu có tên The Experiment. Kết quả và kết luận của họ khác với thí nghiệm của Zimbardo và từ đó một số tác phẩm về chế độ chuyên chế, căng thẳng và lãnh đạo đã được xuất bản. Kết quả đã được công bố trên các tạp chí học thuật hàng đầu như Tạp chí Tâm lý xã hội của Anh, Tạp chí Tâm lý học Ứng dụng, Tâm lý Xã hội hàng quý, và Tạp chí Tính cách và Tâm lý Xã hội. Cuộc Nghiên cứu Nhà tù của BBC hiện được đưa vào giảng dạy với vai trò cốt lõi trong giáo trình OCR Tâm lý học A-level của vương quốc Anh.
Nghiên cứu của Haslam và Reicher tuy không sao chép trực tiếp từ thí nghiệm của Zimbardo, nhưng đã làm dấy lên nghi ngờ về tính tổng quát trong các kết luận của ông. Cụ thể hơn, nghiên cứu này bày tỏ sự nghi ngờ về quan điểm cho rằng con người có thể vô thức tiếp nhận các vai trò và ý niệm rằng động lực cho cái ác là những điều bình thường. Nghiên cứu của họ cũng chỉ ra tầm quan trọng của vai trò lãnh đạo trong sự xuất hiện của chế độ chuyên chế do Zimbardo giới thiệu với các quản giáo trong thí nghiệm ở Stanford.

### Các thí nghiệm ở Hoa Kỳ
Thí nghiệm nhà tù Stanford là phản ứng một phần với thí nghiệm Milgram tại Yale (bắt đầu năm 1961, xuất bản năm 1963).
Thí nghiệm Làn sóng thứ ba liên quan đến việc sử dụng các động lực độc tài như phương pháp kiểm soát quần chúng của Đức Quốc xã trong một lớp học của giáo viên trung học Ron Jones ở Palo Alto, California, năm 1967. Ông muốn chứng minh cho cả lớp thấy lý do vì sao dân chúng Đức trong Thế chiến thứ hai lại hành động theo hướng lịch sử đã ghi lại. Dù những ghi chép của Jones đã bị nghi ngờ về tính xác thực, một số đối tượng tham gia nghiên cứu đã phát biểu công khai để xác nhận.
Trong cả hai thí nghiệm, những người tham gia đều cảm thấy khó rời khỏi nghiên cứu vì vai trò mà họ được giao. Cả hai nghiên cứu đều suy xét về bản chất con người và ảnh hưởng của quyền lực. Tính cách của các đối tượng gần như không có ảnh hưởng gì đến hai thí nghiệm dù đã có một bài kiểm tra trước khi tiến hành.
Trong các nghiên cứu của Milgram và Zimbardo, những người tham gia đã tuân theo các áp lực xã hội. Sự phục tùng này được củng cố bằng cách giao nhiều quyền lực hơn cho một số người. Trong cả hai thí nghiệm, các hành vi đã thay đổi để phù hợp với khuôn mẫu của nhóm.

## Trong văn hóa đại chúng
Bộ phim Das Experiment (2001) và The Stanford Prison Experiment (2015) lấy cảm hứng từ cuộc thí nghiệm này. Năm 2010, Das Experiment được làm lại với tên gọi The Experiment.
Series Mind Field trên YouTube (Michael Stevens dẫn) có một tập nói về thí nghiệm này.
Tập 2, mùa 3 của loạt phim truyền hình Veronica Mars ("My Big Fat Greek Rush Week") có một thí nghiệm tương tự.
Trong The Overstory của Richard Powers, nhân vật hư cấu Douglas Pavlicek là một tù nhân trong thí nghiệm. Trải nghiệm này đã định hình các quyết định về sau của anh.
Trong tập 7 của chương trình truyền hình Battleground, Political Machine, một nhân vật, đã chia một nhóm học sinh tiểu học thành tù nhân và quản giáo.
Trong tập 10, mùa 1 của chương trình truyền hình American Dad (American Data), Roger đã tuyển Steve, Toshi, Snot và Barry tham gia vào một thí nghiệm tương tự.